# SAT
SAT е система за проверка на знанията. Провежда се под формата на стандартизиран тест (SAT Reasoning Test) и е приложима за много предмети. SAT е широко разпространен като приемен изпит за колежи и университети, находящи се в САЩ. Администрира се от College Board (организация с нестопанска цел с централа в Ню Йорк), и се развива, публикува и отчита от Educational Testing Service (ETS).

## Име
Системата носи различни имена през годините: първоначално се нарича Scholastic Aptitude Test (SAT), а през 1990 г. е преименувана на Scholastic Assessment Test (отново SAT). През 1994 г. е възприето единствено името SAT, което не означава нищо.

## Разновидности
Съществуват два вида SAT: SAT1 и SAT2:
- SAT I е изпит, състоящ се от три части: математика, критическо четене (интерпретация) и творческо писане (композиция), като се използва единствено английски език. Максималният резултат за всяка част е 800 точки (2400 за целия тест).
- SAT II е профилиран изпит (т.е. по даден предмет) с максимален резултат 800 точки. Част от колежите и университетите не изискват този изпит. Изпитът по математика на SAT II се предлага на две различни нива на трудност: първото е по-лесно, а второто е с по-висока трудност.